# トリアコンタメロン
『トリアコンタメロン』、正確には『トリアコンタメロン、3拍子による30の雰囲気と光景』（Triakontameron, 30 Moods and Scenes in Triple Measure）は、30作品（5曲ずつの全6巻からなる）から構成されるピアノ組曲で、1919年から1920年にかけてレオポルド・ゴドフスキーにより作曲された。30曲の各曲は、いずれも1日のうちに書かれた。タイトルにもある通り、一貫して3/4拍子で作曲されている。全曲を演奏するには約70分を要する。
トリアコンタメロンというタイトルは、ジョヴァンニ・ボッカッチョの物語集『デカメロン』から着想を得たものである。30曲中、第1曲『タンジールの夜 Nocturnal Tangier』、第11曲『なつかしいウィーン Alt Wien』、第12曲『エチオピアのセレナーデ Ethiopian Serenade』の3曲は有名でたびたび演奏される。